# Station Osny
Station Osny is een spoorwegstation aan de spoorlijn Saint-Denis - Dieppe. Het ligt in de Franse gemeente Osny in het departement Val-d'Oise (Île-de-France).

## Ligging
Het station ligt op kilometerpunt 31,949 van de spoorlijn Saint-Denis - Dieppe.

## Diensten
Het station wordt aangedaan door treinen van Transilien lijn J tussen Paris Saint-Lazare en Gisors-Embranchement, waarvan sommige treinen Boissy-l'Aillerie als eindbestemming hebben.

## Vorig en volgend station
| Richting                                 | Vorig station     | Lijn    | Volgend station | Richting           |
| ---------------------------------------- | ----------------- | ------- | --------------- | ------------------ |
| (Gisors-Embranchement) Boissy-l'Aillerie | Boissy-l'Aillerie | Trans J | Pontoise        | Paris Saint-Lazare |